# Puntland
Puntland (som. Puntlaand, arab. أرض البنط) – autonomiczny region w północno-wschodniej Somalii, ze stolicą w Garoowe. W 1998 ogłosił niepodległość. Obecnie jednak władze Puntlandu nie zabiegają o uznanie międzynarodowe i uważają się za autonomiczną część Somalii. Nazwa regionu nawiązuje do starożytnej krainy Punt, lecz nie ma całkowitej pewności, czy leży on w tym samym miejscu.

## Polityka Puntlandu
Puntland posiada własnego prezydenta i armię. Mimo względnej stabilności politycznej kraju, trwający od 1998 spór z sąsiednim Somalilandem o prowincje Sool i Sanaag co pewien czas przeradza się w otwarty konflikt zbrojny. Prócz tego, większość baz piratów somalijskich znajduje się na terytorium Puntlandu.
W 2024 roku, władze Puntlandu w proteście wobec zmian w konstytucji przyjętych przez rząd Somalii, ogłosiły wycofanie się z federalnych struktur kraju. Podkreślono, że nie oznacza to zadeklarowania niepodległości i w razie przyjęcia poprawek konstytucyjnych w ogólnokrajowym referendum, region wróci pod władzę Mogadiszu.

## Geografia Puntlandu
Puntland zajmuje następujące regiony Somalii:
- Nugaal
  - Garoowe (ośrodek administracyjny)
  - Dangorayo
  - Eyl
  - Burtinle

- Bari
  - Boosaaso (największe miasto, regionalny ośrodek administracyjny)
  - Caluula
  - Bandar Beyla
  - Qandala
  - Qardho
  - Carmo
  - Iskushuban

- Mudug
  - Gaalkacyo (regionalny ośrodek administracyjny)
  - Jaribaan
  - Galdogob

- Sool (sporne z Somalilandem)
- Sanaag (sporne z Somalilandem)
- Buuhoodle District of Togdheer

## Religia

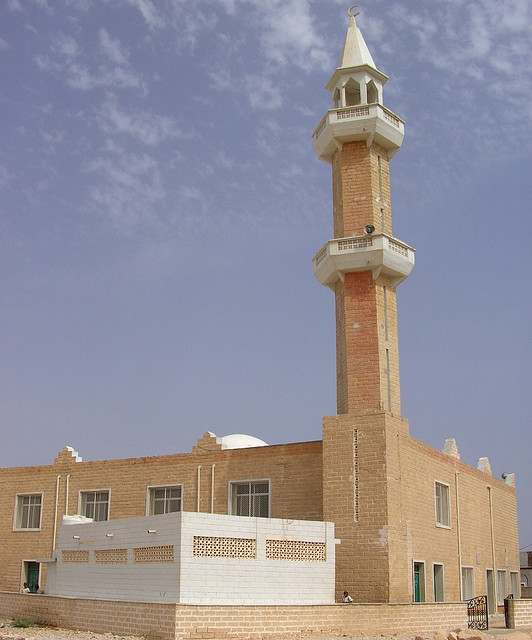
Meczet w Boosaaso

Według konstytucji Puntlandu, jedyną religią regionu jest sunnicki islam. Sama konstytucja określa, że jest ona oparta między innymi na prawie szariatu. Żadna inna religia nie może być propagowana na terytorium Puntlandu, a muzułmanie nie mogą porzucić swojej wiary.